# 어크로스 더 패시픽
어크로스 더 패시픽(Across The Pacific)은 미국에서 제작된 존 휴스턴 감독의 1942년 모험, 전쟁, 멜로/로맨스 영화이다. 험프리 보가트 등이 주연으로 출연하였고 제리 워드 등이 제작에 참여하였다.

## 출연

### 주연
- 험프리 보가트
- 매리 애스터

### 조연
- 시드니 그린스트리트
- 찰스 할튼
- 빅터 센 융

## 제작진
- 의상: 밀로 앤더슨
- 배역: 필 프리드먼